# János Balogh (football)
Pour les articles homonymes, voir János Balogh et Balogh.
János Balogh est un footballeur hongrois né le 29 novembre 1982 à Debrecen.
Il joue au poste de gardien de but.

## Palmarès
- Champion de Hongrie en 2007
- Vainqueur de la Coupe de Hongrie en 2001, 2005 et 2008
- Vainqueur de la Supercoupe de Hongrie en 2007

## Sélections
- 1 sélection avec la  Hongrie en 2007.